# Mesves-sur-Loire
Mesves-sur-Loire és un municipi francès, situat al departament del Nièvre i a la regió de Borgonya - Franc Comtat. L'any 2007 tenia 643 habitants.

## Demografia

### Població
El 2007 la població de fet de Mesves-sur-Loire era de 643 persones. Hi havia 288 famílies, de les quals 98 eren unipersonals (31 homes vivint sols i 67 dones vivint soles), 79 parelles sense fills, 79 parelles amb fills i 32 famílies monoparentals amb fills.
La població ha evolucionat segons el següent gràfic:
Habitants censats

### Habitatges
El 2007 hi havia 421 habitatges, 290 eren l'habitatge principal de la família, 96 eren segones residències i 35 estaven desocupats. 399 eren cases i 20 eren apartaments. Dels 290 habitatges principals, 235 estaven ocupats pels seus propietaris, 48 estaven llogats i ocupats pels llogaters i 6 estaven cedits a títol gratuït; 2 tenien una cambra, 9 en tenien dues, 69 en tenien tres, 90 en tenien quatre i 120 en tenien cinc o més. 245 habitatges disposaven pel capbaix d'una plaça de pàrquing. A 127 habitatges hi havia un automòbil i a 133 n'hi havia dos o més.

### Piràmide de població
La piràmide de població per edats i sexe el 2009 era:
| Homes | Edats   | Dones |
| ----- | ------- | ----- |
| 0     | 95 o +  | 0     |
| 4     | 90 a 94 | 4     |
| 8     | 85 a 89 | 12    |
| 0     | 80 a 84 | 8     |
| 8     | 75 a 79 | 20    |
| 24    | 70 a 74 | 24    |
| 12    | 65 a 69 | 24    |
| 24    | 60 a 64 | 24    |
| 12    | 55 a 59 | 16    |
| 4     | 50 a 54 | 32    |
| 20    | 45 a 49 | 24    |
| 28    | 40 a 44 | 12    |
| 20    | 35 a 39 | 16    |
| 16    | 30 a 34 | 12    |
| 8     | 25 a 29 | 12    |
| 8     | 20 a 24 | 4     |
| 12    | 15 a 19 | 16    |
| 12    | 10 a 14 | 12    |
| 12    | 5 a 9   | 16    |
| 16    | 0 a 4   | 24    |

## Economia
El 2007 la població en edat de treballar era de 388 persones, 273 eren actives i 115 eren inactives. De les 273 persones actives 252 estaven ocupades (129 homes i 123 dones) i 22 estaven aturades (11 homes i 11 dones). De les 115 persones inactives 51 estaven jubilades, 24 estaven estudiant i 40 estaven classificades com a «altres inactius».

### Ingressos
El 2009 a Mesves-sur-Loire hi havia 287 unitats fiscals que integraven 639 persones, la mediana anual d'ingressos fiscals per persona era de 19.023 €.

### Activitats econòmiques
Dels 29 establiments que hi havia el 2007, 2 eren d'empreses extractives, 4 d'empreses de fabricació d'altres productes industrials, 6 d'empreses de construcció, 4 d'empreses de comerç i reparació d'automòbils, 4 d'empreses d'hostatgeria i restauració, 4 d'empreses immobiliàries i 5 d'empreses de serveis.
Dels 8 establiments de servei als particulars que hi havia el 2009, 1 era un paleta, 1 guixaire pintor, 2 fusteries, 1 lampisteria, 2 restaurants i 1 agència immobiliària.
L'any 2000 a Mesves-sur-Loire hi havia 5 explotacions agrícoles.

## Equipaments sanitaris i escolars
El 2009 hi havia una escola elemental integrada dins d'un grup escolar amb les comunes properes formant una escola dispersa.

## Poblacions més properes
El següent diagrama mostra les poblacions més properes.